# Gladiolus uitenhagensis
Gladiolus uitenhagensis là một loài thực vật có hoa trong họ Diên vĩ. Loài này được Goldblatt & Vlok miêu tả khoa học đầu tiên năm 1989.